# Беат Янс
Беат Янс (нім. Beat Jans, нім. вимова: [beːat jans]; нар. 12 червня 1964, Базель, Швейцарія) — швейцарський вчений-еколог і політик. З 1 січня 2024 року — наступник Алена Берсе у Федеральній раді. Член Соціал-демократичної партії, з 2010 до 2020 рік працював у Національній раді, був президентом Виконавчої ради Базеля-Штадта з 2021 до 2023 рік.

## Молодість й освіта
Народився 12 липня 1964 року в Базелі, Швейцарія, в сім'ї слюсаря Антона Янса та Марії Янс (уроджена Обер), консультантка з продажу. Ріс у сім'ї синіх комірців, яка проживала в Рієні. Мати іммігрувала до Швейцарії після Другої світової війни з Німеччини.
1985 року закінчив навчання фермера і продовжив здобувати освіту в Технічному коледжі тропічного сільського господарства, де здобув спеціальність агротехніка у 1987 році. 1994 року закінчив Швейцарський федеральний інститут технологій у Цюриху за спеціальністю «Довкіллєзнавство».

## Кар'єра
Брав участь у розробці проєктів швейцарської організації Helvetas Swiss Intercooperation у Парагваї та Гаїті у 1987—1989 роках, у 2000—2010 роках був членом правління Pro Natura, залишив посаду, щоб стати членом Національної ради Швейцарії. З 2010 до 2015 рік був членом правління eco.ch.

## Політика
Приєднався до Соціал-демократичної партії у 1998 році та став членом Великої ради Базеля-Штадта 2001 року. У Великій раді був членом Комісії з економіки та податків. Він залишився членом Великої ради після того, як 2010 року приєднався до Національної ради Швейцарії, змінивши на цій посаді Руеді Рехштайнера, і лише 2011 року подав у відставку. Його переобрали до Національної ради на федеральних виборах 2011, 2015 та 2019 років. У Національній раді він також був членом Комісії з економіки та податків. Коли стало зрозуміло, що Аніта Фетц не балотуватиметься на ще один термін у Раді кантонів від Базеля-Штадта, він висунув свою кандидатуру, але згодом відмовився на користь кандидатки з СДП. Він знову балотувався до Національної ради, а Єва Герцог — до Ради кантонів. Обидвох обрали на федеральних виборах у жовтні 2019 року.
2015 року змінив Жаклін Фер на посаді віцепрезидента СДП, але пішов у відставку того ж року, коли партія скасувала посади президента та віцепрезидента та запровадила співпрезидентство Маттеа Маєра та Седріка Вермута.
25 жовтня 2020 року обраний до Виконавчої ради Базель-Штадта та її президентом у листопаді 2020 року. Сара Вісс із СДП змінила після його відставки з посади члена Національної ради у грудні 2020 року.

## Федеральна рада Швейцарії
Під час федеральних виборів у Швейцарії 2023 року став офіційним кандидатом у Федеральну раду, щоб замінити Алена Берсе від Соціал-демократичної партії. Вибори відбулися 13 грудня 2023 року, і він був офіційним кандидатом разом з іншим політиком Джоном Пультом. Для визначення наступника знадобилося три тури голосування. Під час другого туру голосування Янс випередив суперника, отримавши 112 голосів, а опонент Даніель Йозич — 70 голосів (імовірно від Швейцарської народної партії та лібералів). Зрештою обраний до Федеральної ради під час третього туру голосування. Вступив на посаду 1 січня 2024 року.

## Особисте життя
11 червня 2004 року одружився з Трейсі Рене Гласс (нар. 1972), біостатистикою родом з Маямі, штат Флорида. Вони познайомилися під час походу на Гаваях. Протягом двох років у них були стосунки на відстані, поки вона переїхала до Базеля, отримавши посаду у фармацевтичній компанії Novartis. Вона керує групою у Швейцарському інституті тропічної медицини та охорони здоров'я. Мають двох дочок. Дружина та діти мають подвійне швейцарсько-американське громадянство.